# Рафаилов, Пётр Алексеевич
Пётр Алексеевич Рафаилов (10 июня 1848 — после января 1926) — офицер Русской императорской армии и РККА, генерал-майор, военный топограф и исследователь-востоковед.

## Биография
Службу начал 16 июня 1865 года в должности топографа. Получил начальное военное образование в военно-топографическом училище, закончив которое в 1873 году попал в военно-топографический отдел Западно-Сибирского военного округа.
В 1876—1877 годах принимал участие в первом путешествии Г. Н. Потанина по Монголии. В ходе этой экспедиции им была создана 50-вёрстовая карта Северо-Западной Монголии. За полученные научные результаты пожалована пожизненная пенсия в 200 рублей в год.
В 1881 году занимался топографическими работами в военно-топографическом отделе Главного штаба. С 1893 по 1900 годы принимал участие в геодезических работах вдоль маршрута Сибирской железной дороги. В 1903 году стал помощником начальника картографического заведения топографического отдела Главного штаба, а в 1904 году занял должность начальника. 
В 1911 году присвоено звание генерал-майора. 
С 1916 по 1918 год являлся начальником топографической съёмки Петроградской губернии и Финляндии. С 1918 по 1921 годы работал на должности начальника Северного военно-топографического отдела Красной Армии. 
Будучи главой картографического заведения Генерального штаба долгое время занимался руководством и подготовкой к публикации многих картографических материалов по азиатским территориям России и сопредельных восточных государств.
В 1921 году уволился со службы. В 1922 г. принимал участие в 1-м Всероссийском геодезическом съезде, где был избран почётным членом президиума.